# Poiana Ilvei
Poiana Ilvei – wieś w Rumunii, w okręgu Bistrița-Năsăud, w gminie Poiana Ilvei. W 2011 roku liczyła 1407 mieszkańców.